# Ionuț Pavel
Ionuț Pavel (n. 1988) este un jucător de fotbal român care a evoluat la clubul FC Vaslui. El provine din orasul Urlati, Prahova.